# 도메네크 발마냐
도메네크 발마냐 이 페레라(카탈루냐어: Domènec Balmanya i Perera duˈmɛnəɡ bəlˈmaɲə; 1914년 12월 29일, 카탈루냐 주 지로나 ~ 2002년 2월 14일, 카탈루냐 주 바르셀로나)는 도밍고 발마냐(스페인어: Domingo Balmaña)로도 알려진 스페인의 전 축구 미드필더이자 감독으로, 현역 시절 대부분을 바르셀로나에서 보냈다. 감독 시절, 그는 바르셀로나를 이끌고 1957년에 코파 델 헤네랄리시모를 우승했고, 1958년에는 초대 인터시티스 페어스컵 우승을 거두었다. 그는 이후 발렌시아, 베티스, 그리고 말라가에서 평범한 임기를 보내고 아틀레티코 마드리드에서 1966년에 라 리가 우승을 거두었다. 이후, 그는 1966년에서 1968년까지 스페인 국가대표팀 감독을 역임했다. 감독직을 그만둔 후, 그는 에스파뇰과 바르셀로나에서 동시에 단장직을 역임했고, 카탈루냐 감독 학교의 관리자였다. 그는 라디오 해설가로서의 경험도 있다.

## 선수 경력
발마냐는 카탈루냐 주 지로나 출신으로, 바르셀로나에 입단하기 전 그는 고향 지로나에서 축구를 했다. 1935년 11월 10일, 그는 패트릭 오코넬 감독의 지도 하에 0-1로 패한 에스파뇰과의 경기에서 바르사 소속으로 라 리가 신고식을 치렀다. 그는 바르셀로나에서 활약하면서 111번의 공식 경기에 출전했고, 그와 같은 시기에 바르셀로나에서 활약한 선수로는 주안 주제프 노게스, 주제프 에스콜라, 그리고 엔리케 페르난데스가 있었다. 그는 1년차인 1935-36 시즌에 소속 구단의 카탈루냐 선수권 대회 우승과 코파 데 에스파냐 결승행에 일조했다. 그 다음 시즌인 1936-37 시즌, 전국의 축구가 스페인 내전으로 중단되었다. 그러나, 바르셀로나를 비롯한 스페인의 공화파 점령지의 구단들은 지중해 리그에 참가했고, 발마냐와 오코넬은 바르셀로나의 우승에 공헌했다.
1937년, 발마냐, 에스콜라, 오코넬을 비롯한 바르셀로나 선수단은 기금 마련을 위해 멕시코와 미국에서 순회 경기를 치렀다. 바르셀로나는 순회 과정에서 14경기를 치렀는데, 아메리카, 아틀란테, 네칵사, 그리고 멕시코 대표팀을 상대했다. 이어서 바르셀로나는 미국에서 브루클린 대표팀, 뉴욕 대표팀, 그리고 히브리 대표팀이 참가한 대회를 우승하고 미국 대표팀을 상대했다. 이 대회를 통해 구단은 재정적으로 안정화되었지만, 오코넬을 따라 스페인에 복귀한 선수는 불과 4명이었다. 나머지 선수들은 추방당했는데, 발마냐와 에스콜라는 프랑스의 세트에 이적했다.
스페인 내전이 1939년에 끝나면서 프랑코 정권은 추방된 선수들이 스페인에 6년 동안 입국하지 못하도록 막았다. 그러나, 엔리케 피녜이로 바르셀로나 회장은 몇몇 선수들을 사면하도록 도왔고, 그에 따라 바르셀로나 선수단에 에스콜라와 발마냐가 1941년에 추방령 대상에서 제외되어 복귀했다. 바르사 복귀 원년에는 주안 주제프 노게스가 감독으로 부임했고, 무르시아와의 플레이오프전을 통해 가까스로 강등을 면할 수 있었다. 리그에서의 부진과 대조되게, 바르셀로나는 같은 해에 코파 델 헤네랄리시모를 우승했는데, 아틀레티코 빌바오를 연장전 끝에 4-3으로 이겼다.
1935년과 1944년 사이, 발마냐는 카탈루냐 대표팀 경기에 4번 출전했다. 1936년 1월 19일, 레스 코르츠에서 열린 체코슬로바키아 시네디체와의 주제프 사미티에르 헌정 경기에 출전했다. 이 경기에 카탈루냐 대표팀 선수로 출전한 선수들 중에는 사히바르바가 있었다.

## 감독 경력
발마냐는 이후 노게스를 따라 짐나스틱으로 이적하여 선수 생활에 마침표를 찍고 감독일을 시작했는데, 그는 1949년에 지휘봉을 잡았다. 그러나, 그의 감독 1년차는 실망스럽게 끝났는데, 짐나스틱은 1950년에 강등되었다. 지로나와 레알 사라고사를 거친 발마냐는 오비에도에서 처음으로 성공을 맛보았는데, 그는 아스투리아스 연고 구단을 이끌고 세군다 디비시온 1조에서 준우승을 차지했다. 그러나, 오비에도는 플레이오프 리그전에서 3위를 차지하면서 승격이 좌절되었다.
발마냐는 1956년과 1958년 사이에 2년 동안 바르셀로나 감독직을 역임했다. 벨라스코, 주안 세가라, 안토니 라마예츠, 쿠벌러 라슬로, 루이스 수아레스, 그리고 에바리스투로 구성된 선수단을 이끌고 1957년 코파 델 헤네랄리시모와 1958년의 초대 인터시티스 페어스컵을 우승했다. 그러나, 바르셀로나에서 2년을 보내면서 발마냐는 라 리가에서 두 차례 모두 3위를 차지했고, 1958년에 그의 후임으로 엘레니오 에레라가 취임했다.
세트 소속으로 2년을 보낸 후, 발마냐는 라 리가 무대에 복귀해 1960년에 발렌시아의 감독이 되었고, 1961년에 구단이 주최한 여름 대회인 트로페오 나란하를 우승했다. 초청 선수 코치시 샨도르가 두 경기에서 득점을 올려 보타포구와 바르셀로나를 이겼다. 그는 발렌시아를 이끌고 1962년 인터시티스 페어스컵 결승전에 올랐다. 그러나, 본래 결승전 일정이 1962년 FIFA 월드컵 일정과 겹치면서 대회가 연기되었다. 결승전이 진행될 시기에 발마냐는 이적하여 떠나게 되었고, 그가 떠난 발렌시아는 바르셀로나에 합계 6-3으로 이겨 우승했다.
1963-64 시즌, 발마냐는 베티스의 감독이 되어 안달루시아 연고 구단을 이끌고 라 리가에서 3위의 성적을 거두었다. 발마냐의 다음 행선지는 말라가였고, 1964-65 시즌에 세군다 디비시온 2조에서 준우승을 차지해 승격 플레이오프전 자격을 얻었고, 레반테를 이기면서 1부 리그에 올라갔다. 그는 이후 1965-66 시즌에 아틀레티코 마드리드 감독이 되었고, 엔리케 코야르, 미겔 존스, 아델라르도, 그리고 루이스 아라고네스 등으로 된 선수단을 이끈 그는 이 해에 감독으로서 처음이자 마지막으로 라 리가 우승을 거두었다. 이 동안 거둔 성과에 힘입어 발마냐는 1966년부터 1968년까지 스페인 국가대표팀 지휘봉을 잡아 11경기 동안 국가대표팀 선수단을 이끌었다.

## 수상

### 선수
- 코파 델 헤네랄리시모: 1942
- 지중해 리그: 1937
- 카탈루냐 선수권 대회: 1935-36
- 뉴욕 대회: 1937

### 감독
오비에도
- 세군다 디비시온 준우승: 1954-55 (1조)

바르셀로나
- 코파 델 헤네랄리시모: 1957
- 인터시티스 페어스컵: 1955-58

발렌시아
- 트로페로 나란하: 1961

말라가
- 세군다 디비시온 준우승: 1964-65 (2조)

아틀레티코 마드리드
- 라 리가: 1965-66

## 참고 문헌
- Jimmy Burns. Barça: A People's Passion (1998).